# Andrej Bely

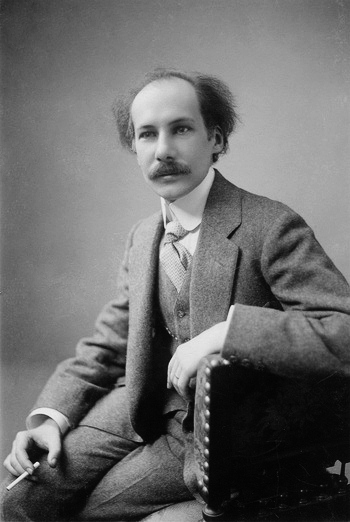
Andrej Bely, 1912

Andrej Bely (Russisch: Андрей Белый), pseudoniem van: Boris Nikolajevitsj Boegajev (Russisch: Борис Николаевич Бугаев) (Moskou, 26 oktober 1880 - aldaar, 8 januari 1934) was een Russische schrijver en dichter. Bely schreef zowel poëzie als proza. Ook was hij literatuurcriticus.

## Leven en werk
Bely was de zoon van een vooraanstaand wiskundige en studeerde van 1899 tot 1901 natuurwetenschappen aan de Universiteit van Moskou. Spoedig na afronding van zijn studie wijdde hij zich aan de literatuur en werd uiteindelijk, samen met zijn vriend (en later - mede vanwege diens vrouw Ljoebov - vijand) Aleksandr Blok, de meest vooraanstaande vertegenwoordiger van het Russisch symbolisme.
Bely was een man van contrasten. Hij was een groot stilist, stond positief ten opzichte van de futuristen, woonde enige tijd in Zwitserland als leerling van Rudolf Steiner en werd ten slotte marxist.
Na 1917 predikte Bely een soort religieus en revolutionair getint messianisme. In zijn lange gedicht "Christus is verrezen" (1918) stelt hij dat de Russische Golgotha (revolutie) nodig is voor de redding van de mensheid. Dergelijke ideeën werden ook uitgewerkt in zijn "Vrije filosofische associatie".
In 1922 emigreerde Bely naar Berlijn, maar in 1923 keerde hij weer terug naar Rusland, waar hij vanwege zijn revolutionaire opvattingen werd getolereerd.
Bely schreef vanaf de jaren twintig ook veel autobiografisch werk. In zijn "Herinneringen aan Blok" (1923) en zijn driedelige memoires ("Op de grens van twee eeuwen", "Het begin van de eeuw" en "Tussen twee revoluties", 1930-1936), schetst hij een weliswaar erg subjectief maar niettemin treffend beeld van het intellectuele en literaire leven tussen 1900 en 1917. In 1934 verscheen zijn veelgeprezen studie "Het meesterlijke vakmanschap van Gogol".
Bely begon zijn literaire carrière als dichter, maar zijn invloed op de Russisch letteren gaat toch vooral uit van zijn romans, met name "De zilveren duif" (1909), "Sint-Petersburg" (1913, herzien in 1922) en "Kotik Letajev" (1922). Bely wordt als prozaschrijver wel "de Russische Joyce" genoemd. Hij streeft een magische werking van de taal na via klanken, ritmen, beelden en metaforen. Regels van syntaxis en grammatica lapt hij aan zijn laars, hetgeen zijn werken niet altijd even makkelijk leesbaar maakt.

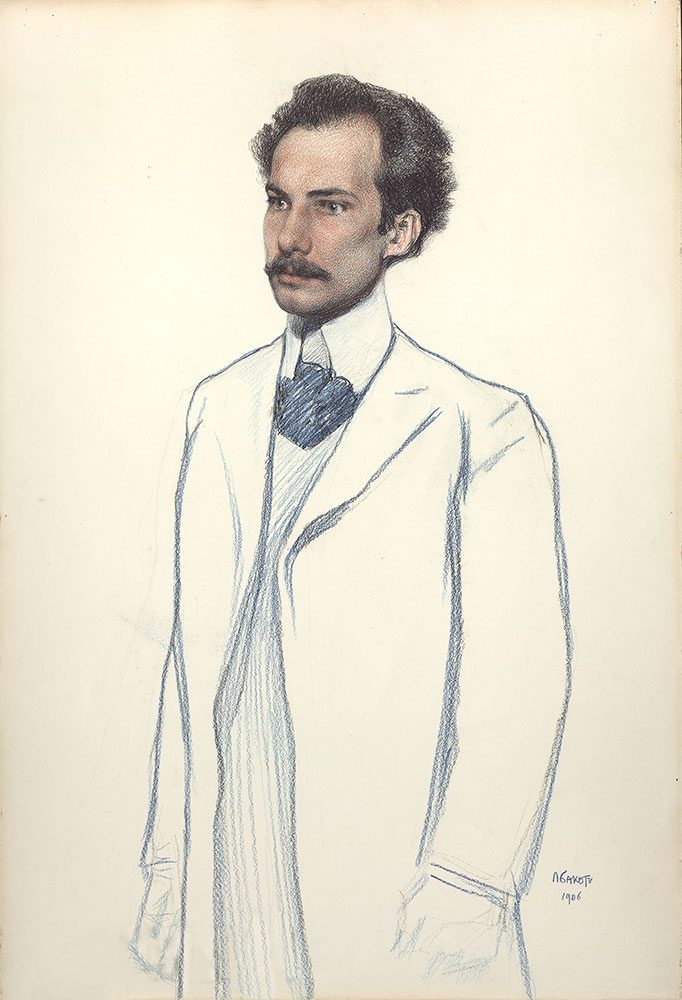
Andrej Bely op een portret van de hand van Leon Bakst

## Sint-Petersburg
Bely's bekendste werk is Sint-Petersburg, geschreven tussen 1913 en 1916. De roman speelt aan de vooravond van de ineenstorting van het tsarenrijk en schetst een demonische stadsatmosfeer. Onder de bureaucratie van de regering van de tsaar broeit een vreemde sfeer van slapeloosheid, sigaretten en alcohol, die Bely op een intense wijze weet te verbeelden. De kern van het verhaal wordt gevormd door een terroristische aanslag, die de zoon van een tsaristisch functionaris op bevel van een revolutionaire organisatie op zijn eigen vader moet uitvoeren. Maar de revolutionairen blijken soms de reactionairen en omgekeerd. Wat een geniale verandering van de loop van de geschiedenis lijkt, blijkt in wezen een spel van terreur en contraterreur, waarin de revolutie verstikt wordt. Nabokov noemde de roman Petersburg in 1966 een van de vier grootste romans van de twintigste eeuw, naast Ulysses van Joyce, À la recherche du temps perdu van Proust en Die Verwandlung van Kafka. Ook Vrij Nederland rekende destijds Petersburg tot ‘de toppen van de twintigste-eeuwse literatuur’.

## Gedicht
Zon die 't hart in brand doet staan.

Zon - de drang naar al wat eeuwig is.

Zon - het eeuwig vensterraam.

Naar 't verblindende gouden hemellicht.
Roos in 't goud van golvend haar.

Rozen - zacht en teder wiegelend.

Gouden stralen in de rozelaar.

Als een rode vuurgloed spiegelend.
‘t Arme hart verzengt het kwaad

Tot het is verteerd en uitgewoed.

Als een spiegelglas weerkaatst

Onze ziel de gouden zonnegloed.